# Poecilomorpha hirsuta
Poecilomorpha hirsuta es una especie de coleóptero de la familia Megalopodidae.

## Distribución geográfica
Habita en Mashonaland (Zimbabue).